# Stadtarchiv Rapperswil

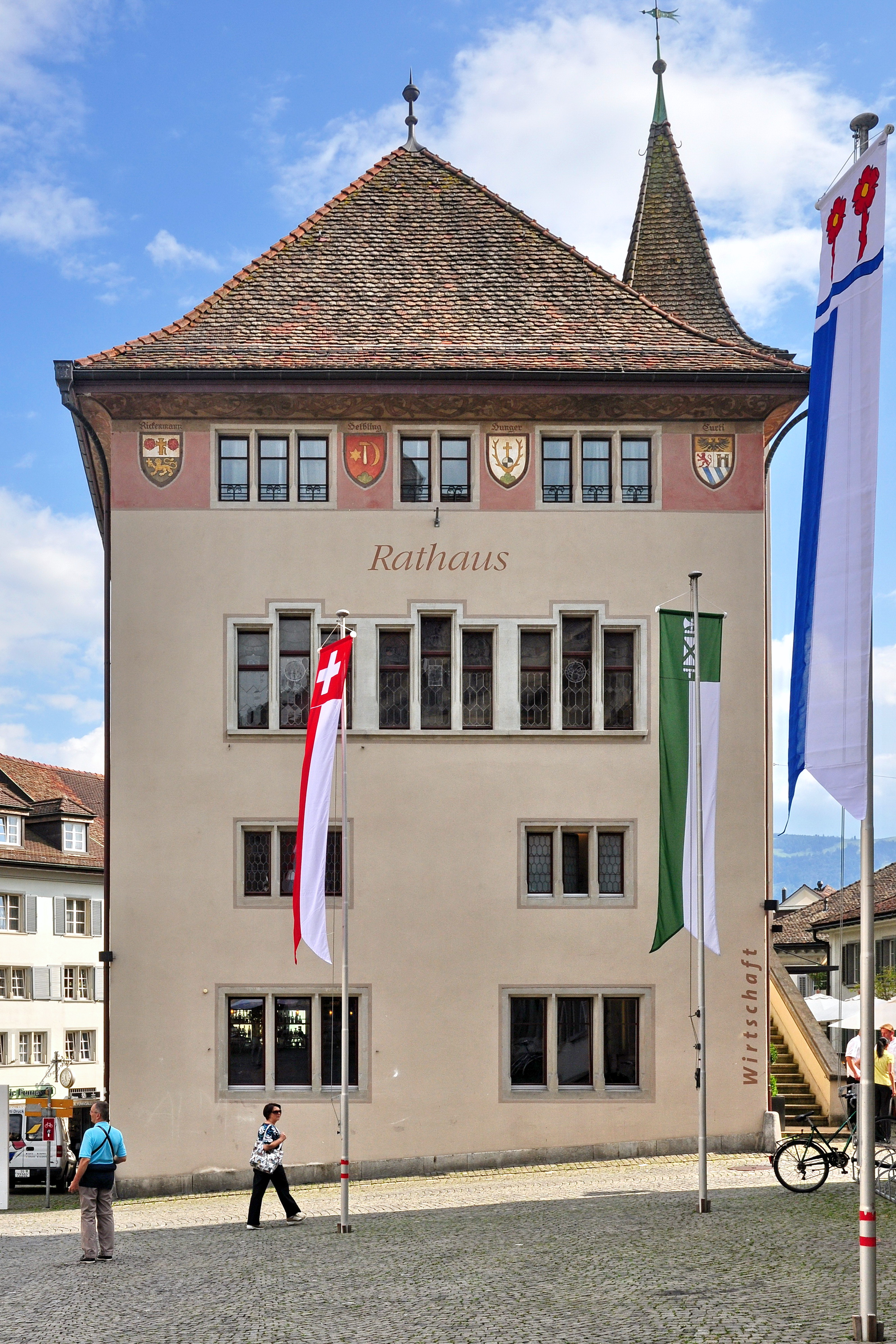
Das Rathaus von Rapperswil

Das Stadtarchiv Rapperswil ist ein Archiv der Schweizer Gemeinde Rapperswil-Jona im Kanton St. Gallen.

## Organisation
Nach der Gründung des Kantons St. Gallen im Jahre 1803 legten die nun eigenständigen Gemeinden Rapperswil und Jona für ihre Dokumente eigenständige Archive an. Infolge der Vereinigung der beiden politischen Gemeinden ist angestrebt, das gesamte historische Material bis zum Jahr 1900 oder allenfalls 1950 an einem Standort zusammenzuführen. Das Stadtarchiv Rapperswil beinhaltet daher die historischen Unterlagen der Herrschaft Rapperswil und ihrer Rechtsnachfolger, im Wesentlichen der bis 2006 eigenständigen Gemeinde Rapperswil.

## Archivbestände
Das Stadtarchiv umfasst die Archive der politischen Gemeinde und der Ortsbürgergemeinde, mit mehreren Tausend Urkunden ab 1300 im sogenannten Alten Archiv (bis 1798) mit den Rats- und Gerichtsprotokollen ab 1540, einigen vorwiegend von Geistlichen verfassten handschriftlichen Chroniken, Jahrzeiten- und Pfarrbüchern, in denen Taufen, Eheschliessungen und Beerdigungen ab Mitte des 16. Jahrhunderts festgehalten sind.
Angegliedert sind das Fotoarchiv sowie die Stich- und Plansammlung mit einigen Ton- und Filmdokumenten aus der jüngeren Vergangenheit, ebenso private Nachlässe und eine Bibliothek, in der ortsbezogene Publikationen gesammelt werden, darunter Zeitungsartikel über Rapperswil der letzten 60 Jahre.
Teile des Archivs sind im Rathaus beim Hauptplatz in der Altstadt von Rapperswil eingelagert. Die Inhalte des Stadtarchivs sind nach telefonischer Reservierung für Interessierte zugänglich.